# Boro/Vetlanda HC
Boro/Vetlanda HC, är en ishockeyklubb från Landsbro i Vetlanda kommun i Småland. Klubben är förmodligen mest känd som Team Boro. Under detta namn gjorde man en storsatsning i början av 1990-talet som nära nog renderade en plats i Elitserien.

## Tidig historia
Landsbro IF tog upp ishockey på programmet 1958 och laget fick tillgång till ishall 1969, mycket tack vare ortens stora arbetsgivare: Borohus. Därför tog föreningen namnet  Boro/Landsbro IF. Ishallen gav föreningen goda förutsättningar och laget spelade i näst högsta divisionen 1969-1979. Till säsongen 1978/1979 slogs föreningen samman med Vetlanda HC till Boro/Vetlanda HC. Trots stora förhoppningar i samband med sammanslagningen kom man att spela i kvar i Division II åren 1979–1989.

## Storsatsning - nära att landa i Elitserien
Säsongen 1988/1989 gjordes en storsatsning tillsammans med Boro AB (f.d. Borohus) som bar frukt då laget avancerade från division II till division I (serien under Elitserien vid den tiden). Inför debuten i division 1 slogs föreningen samman med Team Boro och bytte namn till Team Boro HC. Spelare som Ivan Hansen, Jarmo Mäkitalo, Mikael von der Geest och Randy Edmonds värvades. Bland nyförvärven inför säsongen därpå stack prestigevärvningen av SM-vinnaren och Tre Kronor-målvakten Rolf "Riddarn" Ridderwall  ut mest. Han avslutade sin första säsong som Boromålvakt med ett VM-guld med Tre Kronor i Finland. En annan spelare från denna världsmästarupplaga av Tre Kronor värvades efter VM-turneringen inför det som skulle bli sista säsongen i klubbens storsatsning. Det var Anders "Masken" Carlsson.
Säsongen 1990/1991 vann Team Boro division 1 södras grundserie före Mölndal och Rögle, och tillsammans med Mölndal kvalificerade sig laget därmed till Allsvenskan 1991. Team Boro klarade en åttondeplats i Allsvenskan före Skellefteå HC och R/A 73 och fick därmed precis en plats till playoff 2. I playoff 2 slogs Smålandskollegan Troja-Ljungby tillbaka med 2-1 i matcher (2-3, 4-3, 5-2). I playoff 3 besegrades sedan Huddinge med 2-0 i matcher (3-2 och 5-2), varigenom Team Boro kvalificerade sig för kvalserien till Elitserien. Serien innehöll fyra lag där endast seriesegraren fick en plats i Elitserien. Serien blev en tvekamp mellan Boro och Västra Frölunda HC. Göteborgarna drog det längsta strået genom att vinna den direkt avgörande matchen mot Boro i slutomgången.
Säsongen 1991/1992 slutade Boro på fjärde plats i division 1 södra före jul och missade därmed Allsvenskan. Laget kvalificerade sig däremot för playoff genom att sluta tvåa bakom Vita Hästen i division 1 södras fortsättningsserie. I playoff överraskade Boro stort: 2-0 i matcher mot IKW Köping (4-2, 5-2), 2-0 mot Hammarby (4-2, 4-1) och 2-0 även mot Huddinge (3-2, 4-3). Boro var därmed återigen kvalificerade för kvalserien till Elitserien, men denna gång kunde inte Boro på riktigt tävla om förstaplatsen. Leksand vann serien klart före Boro, Södertälje och Vita Hästen.

## Omstrukturering och spel på lägre nivå
Allvarligare än den missade elitserieplatsen var att Boro AB försattes i konkurs den 19 november 1991, vilket i praktiken innebar att pengarna i Team Boro HC var slut. Laget tvångsnedflyttades till division II till säsongen 1992/1993 och drabbades av spelarflykt. Säsongen 1996/1997 återtogs namnet Boro/Vetlanda HC. Sedan degraderingen från division 1 har Boro hållit till i lägre divisioner, men lagets ungdomsverksamhet har varit god,. Bland annat har Boro fostrat NHL-stjärnorna Erik Karlsson och Johan Franzén. Sedan säsongen 1999/2000 i spelar man i  Division 2/Hockeytvåan. Under dessa år har man kvalat fyra gånger till Division 1 utan att lyckas ta sig upp.